# NHK의 애니메이션 목록
《NHK의 애니메이션 작품 목록》은 NHK의 종합 텔레비전 (NHK G)과 교육 텔레비전 (NHK E)의 방송되는 텔레비전 애니메이션이다.

## 제작·방영형태
- ▼ : 심야 애니메이션
- ◆ : NHK-BS의 방영 실시
- ◇ : CS채널의 방영 실시

## NHK종합 텔레비전 (G) 방영

### 1960년대
- 우주인비비 (1965년 4월 8일)

### 1970년대
- 미래소년 코난 ▼ (1978년 4월 4일 ~ 10월 30일)
- 캡틴 퓨처 (1978년 11월 7일 ~ 1979년 12월 18일)
- 마르코 폴로의 모험 (1979년 4월 7일 ~ 1980년 3월 22일)

### 1980년대
- 닐스의 이상한 여행 (1980년 1월 8일 ~ 1981년 3월 17일)
- 용감한 죨리 (1981년 4월 7일 ~ 1982년 6월 22일)
- 태양의 아들 에스테반 (1982년 6월 29일 ~ 1983년 6월 7일)
- 호호아줌마 (1983년 4월 4일 ~ 1984년 3월 9일)
- 모래요정 바람돌이 (1985년 4월 2일 ~ 1986년 2월 4일)
- 꼬마자동차 붕붕 (1985년 4월 8일 ~ 1986년 3월 25일)
- 아니메삼총사 (1987년 10월 9일 ~ 1989년 2월 17일)
- 푸른 브링크 (1989년 4월 7일 ~ 1990년 3월 16일)

### 1990년대
- 아기천사 두두 (1989년 10월 2일 ~ 1991년 1월 12일)
- 신비한 바다의 나디아 (1990년 4월 13일 ~ 1991년 4월 12일)
- 오바게노호리 (1991년 1월 28일 ~ 1992년 4월 3일)
- 비밀의 화원 (1991년 4월19일 ~ 1992년 3월 27일)
- 코비의 모험 (1992년 4월 6일 ~ 1992년 7월 24일)
- 닌타마 란타로 ◆◇ (1993년 4월 10일 ~ 1994년 3월)
- 몬타나존스 (1994년 4월 2일 ~ 1995년 4월 8일)

### 2000년대
- 히노토리 (2004년 4월 ~ ?)
- 티스 아가사·크리스티의 명탐정 포와르와 마플 ◆ (2004년 7월 4일 ~ 2005년 5월 15일)
- 눈의 여왕 (2005년 5월 22일 ~ 2006년 2월 12일)
- 사무라이 7 ▼◆◇ (2006년 4월 7일 ~ 2006년 12월)
- 장금이의 꿈 (2006년 4월 8일 ~ 2006년 12월 23일)
- 채운국 이야기 (2006~2008년)

### 2010년대
- 진격의 거인 ▼ (2018년 ~ )

### 2022~2025년대
- 무제목

## NHK교육 텔레비전 (E) 방영

### 1990년대
- 아즈키짱 (1995년 4월 4일 ~ 1998년 3월 17일)
- 카드캡터 사쿠라 ◆ (1998년 4월 7일 ~ 1999년 6월 22일 / 1999년 9월 7일 ~ 2000년 3월 21일)

### 2000년대
- 다!다!다! ◆ (2000년 4월 4일 ~ 2002년 3월 25일)
- 십이국기 ◆
- 두개의 스피카
- 메이저 (2004~2009년)
- 학원앨리스 (2004년 10월 30일 ~ 2005년 5월 14일)
- 코바토 ◆ (2009년 10월 ~ )

- 엘리먼트 헌터 ● (2009.07.04. ~ 2010.03.27)

## 같이 보기
- 일본의 애니메이션
- 일본 방송 협회

계열국별 애니메이션 목록
- 닛폰 TV 계열 애니메이션 목록 (NNN 가맹국)
- TBS 계열 애니메이션 목록 (JNN 가맹국)
- 후지 TV 계열 애니메이션 목록 (FNN 가맹국)
- TV 아사히 계열 애니메이션 목록 (ANN 가맹국)
- TV 도쿄 계열 애니메이션 목록 (TXN 가맹국)
- 독립 UHF 방송국 애니메이션 목록 (JAITS 가맹국)